# Coupe de Serbie féminine de volley-ball
La Coupe de Serbie féminine de volley-ball est une compétition nationale de volley-ball organisée par la Fédération Serbe de volley-ball (Odbojkaški savez Srbije, OSS).

## Historique
La coupe de Serbie-et-Monténégro a succédé à la coupe de Yougoslavie à partir de la saison 1991-1992 pour l'État constitué de la Serbie, du Monténégro et de la Vojvodine (appelé également Yougoslavie jusqu'en 2003).

## Palmarès
| Année                                          | Vainqueur                                      | Score                                          | Finaliste                                      |                                                |                                                |
| Coupe de la République fédérale de Yougoslavie | Coupe de la République fédérale de Yougoslavie | Coupe de la République fédérale de Yougoslavie | Coupe de la République fédérale de Yougoslavie | Coupe de la République fédérale de Yougoslavie | Coupe de la République fédérale de Yougoslavie |
| ---------------------------------------------- | ---------------------------------------------- | ---------------------------------------------- | ---------------------------------------------- | ---------------------------------------------- | ---------------------------------------------- |
| 1992                                           | Étoile rouge                                   | Round-robin                                    | Jedinstvo Užice                                |                                                |                                                |
| 1993                                           | Jedinstvo Užice                                | Round-robin                                    | Étoile rouge                                   |                                                |                                                |
| 1994                                           | Jedinstvo Užice                                | 3 - 0 (15-9, 15-5, 15-12)                      | OK Vršac                                       |                                                |                                                |
| 1995                                           | Postar 064 Belgrade                            | 3 - 0 (15-8, 15-12, 15-5)                      | Jedinstvo Užice                                |                                                |                                                |
| 1996                                           | Jedinstvo Užice                                | 3 - 0 (15-2, 15-4, 15-12)                      | ŽOK Spartak Subotica                           |                                                |                                                |
| 1997                                           | Jedinstvo Užice                                | 3 - 0 (15-8, 15-2, 15-8)                       | Étoile rouge                                   |                                                |                                                |
| 1998                                           | Jedinstvo Užice                                | 3 - 1 (15-9, 15-17, 15-10, 15-7)               | Luka Bar                                       |                                                |                                                |
| 1999                                           | Jedinstvo Užice                                | 3 - 1 (25-23, 25-22, 23-25, 25-21)             | Étoile rouge                                   |                                                |                                                |
| 2000                                           | Jedinstvo Užice                                | 3 - 1 (22-25, 25-19, 25-13, 25-13)             | Radnički Beograd                               |                                                |                                                |
| 2001                                           | Radnički Beograd                               | 3 - 0 (25-14, 25-21, 25-23)                    | Jedinstvo Užice                                |                                                |                                                |
| 2002                                           | Étoile rouge                                   | 3 - 2 (25-16, 15-25, 23-25, 25-22, 15-10)      | Jedinstvo Užice                                |                                                |                                                |
| Coupe de Serbie-et-Monténégro                  |                                                |                                                |                                                |                                                |                                                |
| 2003                                           | Jedinstvo Užice                                | 3 - 0 (25-19, 25-15, 25-19)                    | Luka Bar                                       |                                                |                                                |
| 2004                                           | Postar 064 Belgrade                            | 3 - 1 (26-24, 25-23, 20-25, 25-19)             | Étoile rouge                                   |                                                |                                                |
| 2005                                           | Postar 064 Belgrade                            | 3 - 1 (25-14, 23-25, 25-12, 27-25)             | ŽOK Spartak Subotica                           |                                                |                                                |
| Coupe de Serbie                                |                                                |                                                |                                                |                                                |                                                |
| 2007                                           | Postar 064 Belgrade                            | 3 - 2 (17-25, 25-20, 14-25, 25-15, 15-13)      | Étoile rouge                                   |                                                |                                                |
| 2008                                           | Postar 064 Belgrade                            | 3 - 1 (25-19, 25-15, 23-25, 25-20)             | ŽOK Dinamo Pančevo                             |                                                |                                                |
| 2009                                           | Postar 064 Belgrade                            | 3 - 0 (25-16, 25-21, 25-17)                    | Étoile rouge                                   |                                                |                                                |
| 2010                                           | Étoile rouge                                   | 3 - 1 (19-25, 25-23, 26-24, 25-20)             | ŽOK Dinamo Pančevo                             |                                                |                                                |
| 2011                                           | Étoile rouge                                   | 3 - 0 (25-20, 25-15, 25-22)                    | OK Vizura                                      |                                                |                                                |
| 2012                                           | Étoile rouge                                   | 3 - 0 (25-21, 25-20, 25-13)                    | ŽOK Spartak Subotica                           |                                                |                                                |
| 2013                                           | Étoile rouge                                   | 3 - 1 (26-28, 25-19, 25-23, 25-23)             | OK Vizura                                      |                                                |                                                |
| 2014                                           | Étoile rouge                                   | 3 - 2 (21-25, 25-22, 25-13, 17-25, 15-13)      | OK Partizan Vizura                             |                                                |                                                |
| 2015                                           | OK Vizura                                      | 3 - 0 (25-23, 25-17, 25-22)                    | OK Tent                                        |                                                |                                                |
| 2016                                           | OK Vizura                                      | 3 - 0 (25-21, 25-22, 25-15)                    | ŽOK Jedinstvo Stara Pazova                     |                                                |                                                |
| 2017                                           | ŽOK Jedinstvo Stara Pazova                     | 3 - 0 (25-11, 25-21, 25-20)                    | ŽOK Dinamo Pančevo                             |                                                |                                                |
| 2018                                           | ŽOK Železničar Lajkovac                        | 3 - 2 (25-23, 21-25, 25-18, 24-26, 15-9)       | Étoile rouge                                   |                                                |                                                |
| 2019                                           | ŽOK Železničar Lajkovac                        | 3 - 0 (25-22, 25-19, 25-21)                    | Étoile rouge                                   |                                                |                                                |
| 2020                                           | ŽOK Ub                                         | 3 - 2 (25-15, 24-26, 25-13, 21-25, 15-9)       | ŽOK Jedinstvo Stara Pazova                     |                                                |                                                |
| 2021                                           | ŽOK Železničar Lajkovac                        | 3 - 0 (25-18, 25-19, 25-22)                    | ŽOK Ub                                         |                                                |                                                |
| 2022                                           | Étoile rouge                                   | 3 - 1 (25-18, 25-14, 18-25, 25-23)             | ŽOK Železničar Lajkovac                        |                                                |                                                |
| 2023                                           | ŽOK Ub                                         | 3 - 2 (25-27, 19-25, 25-23, 25-23, 15-12)      | ŽOK Jedinstvo Stara Pazova                     |                                                |                                                |
| 2024                                           | ŽOK Jedinstvo Stara Pazova                     | 3 - 2 (25-14, 28-30, 14-25, 25-16, 16-14)      | OK Tent                                        |                                                |                                                |
| 2025                                           | OK Tent                                        | 3 - 0 (25-22, 25-19, 25-15)                    | ŽOK Železničar Lajkovac                        |                                                |                                                |

## Bilan par club

### Coupe deSerbie
| Club                    | Titres | Ville        | Année                              |
| ----------------------- | ------ | ------------ | ---------------------------------- |
| Étoile rouge            | 6      | Belgrade     | 2010, 2011, 2012, 2013, 2014, 2022 |
| Postar 064 Belgrade     | 3      | Belgrade     | 2007, 2008, 2009                   |
| ŽOK Železničar Lajkovac | 3      | Lajkovac     | 2018, 2019, 2021                   |
| OK Vizura               | 2      | Belgrade     | 2015, 2016                         |
| ŽOK Jedinstvo           | 2      | Stara Pazova | 2017, 2024                         |
| ŽOK Ub                  | 2      | Ub           | 2020, 2023                         |
| OK Tent                 | 1      | Obrenovac    | 2025                               |